# Avitta guttulosa
Avitta guttulosa är en fjärilsart som beskrevs av Swinhoe. Avitta guttulosa ingår i släktet Avitta och familjen nattflyn. Inga underarter finns listade i Catalogue of Life.